# Roy Emerson
Roy Stanley Emerson (n. 3 noiembrie 1936, Blackbutt⁠(d), Queensland, Australia) este un fost jucător de tenis australian care a câștigat 12 titluri de Grand Slam la simplu și 16 titluri de Grand Slam la dublu. Este singurul jucător de sex masculin care a finalizat un Grand Slam în carieră (câștigând titluri la toate cele patru evenimente de Grand Slam) atât la simplu, cât și la dublu, și primul dintre cei trei jucători de sex masculin care a finalizat un Grand Slam dublu în carieră la simplu (urmat mai târziu de Rod Laver și Novak Djokovic). Cele 28 de titluri majore ale sale reprezintă recordul tuturor timpurilor pentru un jucător masculin. În 1964, 1965 și 1967 a fost clasat pe locul 1 mondial la amatori.